# Unterstrass (Stadt Zürich)

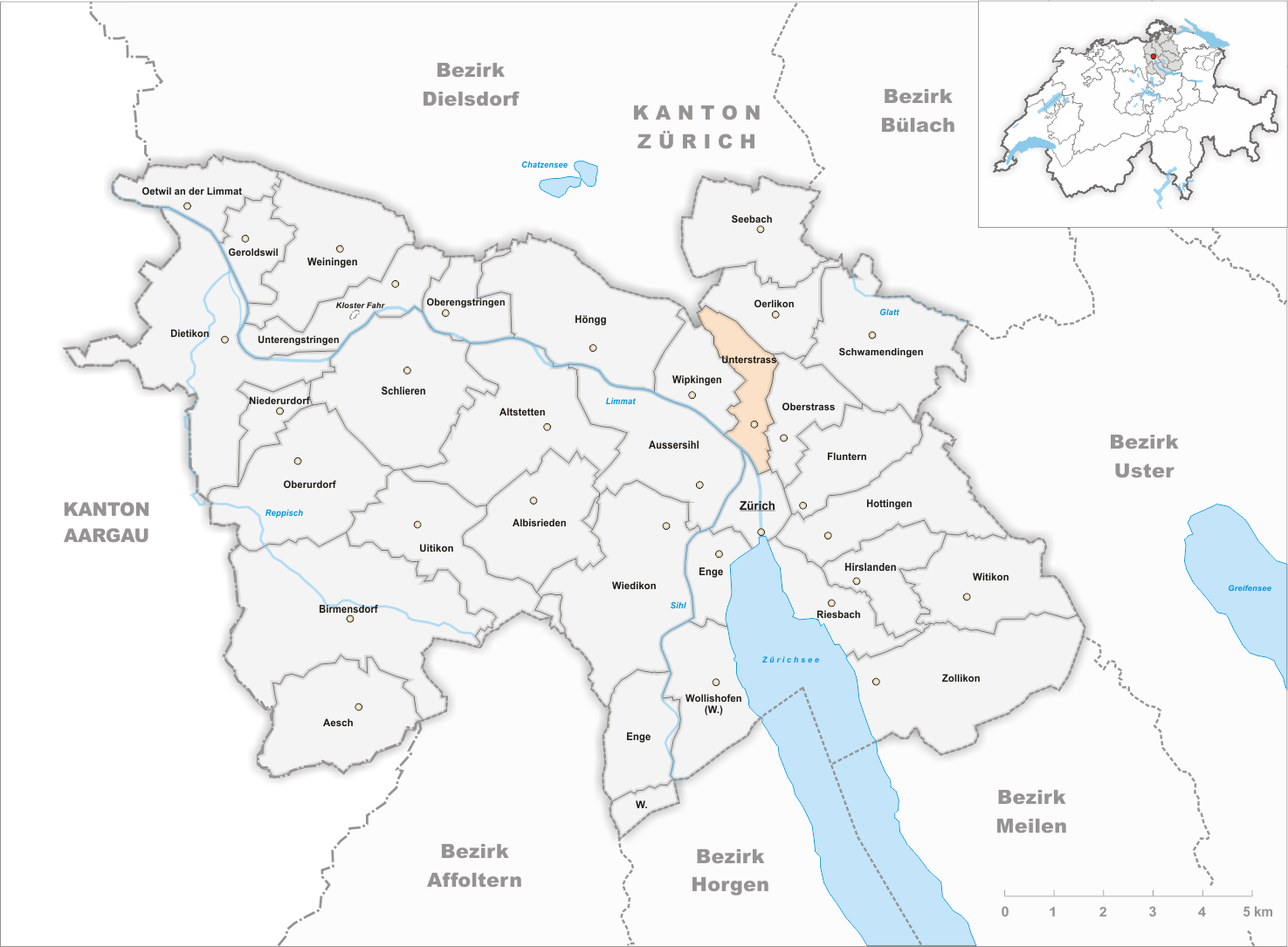
Die Gemeinde innerhalb des Bezirks Zürich vor der Eingemeindung 1893

Unterstrass ist ein Quartier der Stadt Zürich. Die ehemals selbständige Gemeinde Unterstrass wurde 1893 eingemeindet und bildet heute zusammen mit Oberstrass den Kreis 6.

## Name

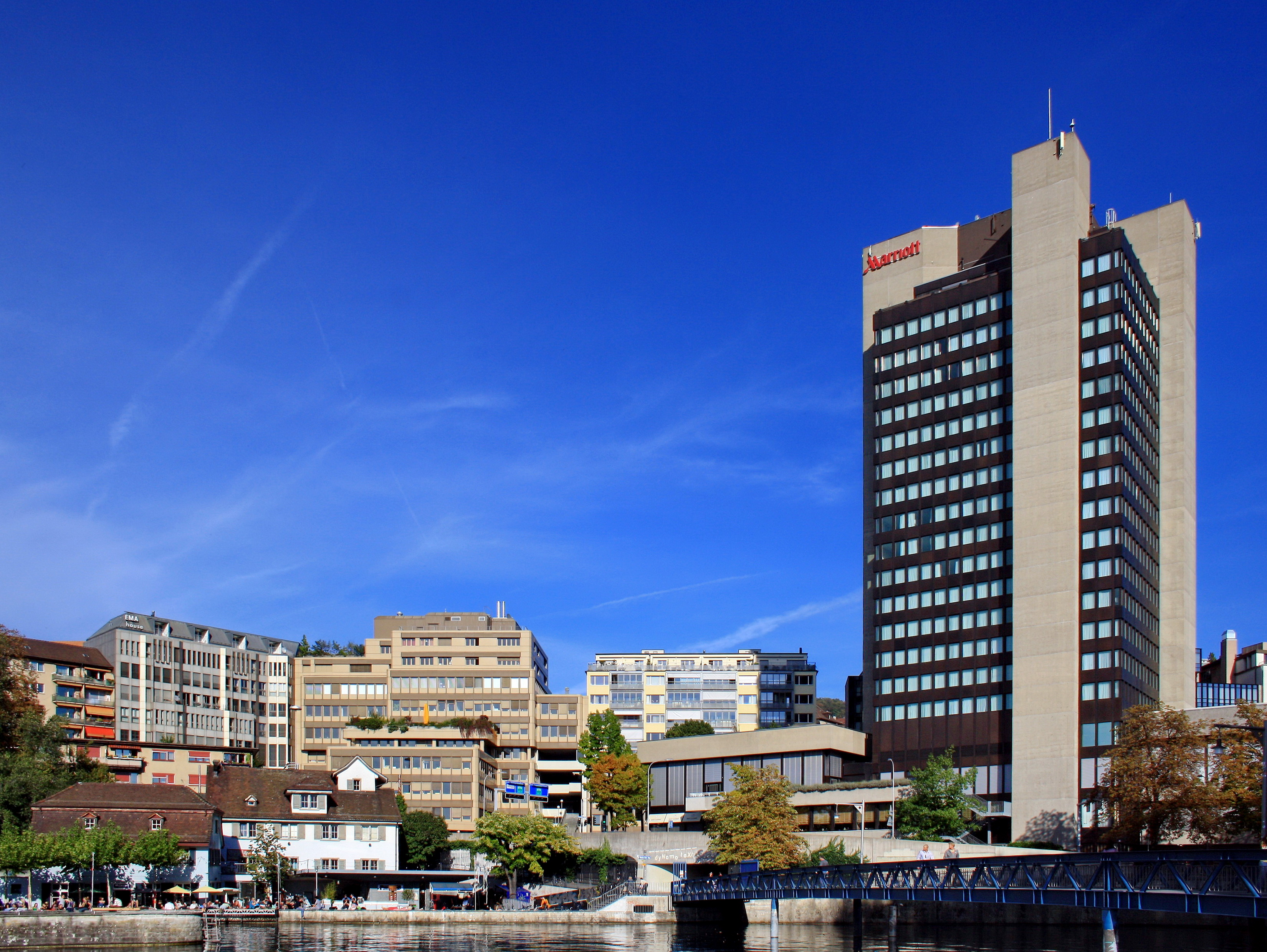
Ansicht von der James-Joyce-Kanzel

Milchbuck mit Schulhaus im Jahr 1933 – Luftbild von Walter Mittelholzer

Der Name leitet sich von der erstmals 1272 erwähnten niederen Strasse ab, welche von der alten Stadt Zürich über Kloten bis nach Bülach führte. Ihr Pendant, die obere Strasse, begründet den Namen des Quartiers Oberstrass.

## Bevölkerungsentwicklung des Quartiers
Quelle: Statistik & Daten: Unterstrass

## Kirchen und Friedhöfe
Auf dem Gebiet des Quartiers Unterstrass befinden sich einige Kirchgemeinden und Kirchen:

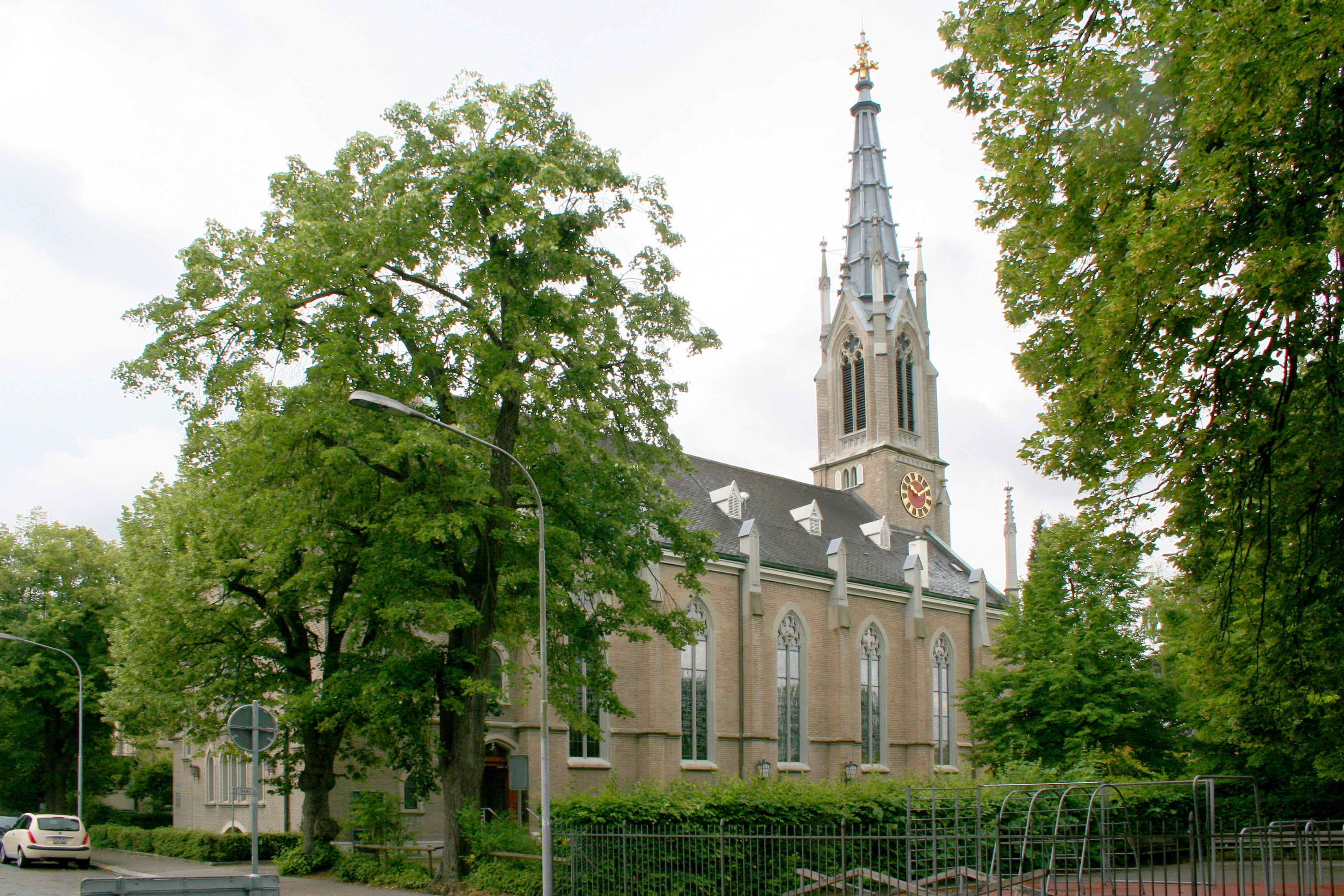
Kirche Unterstrass

Die evangelisch-reformierte Kirche besitzt folgende Kirchen:
- Die in den Jahren 1883–1884 erbaute neugotische reformierte Kirche ist erhöht gelegen und über eine grosszügige Treppenanlage von der Weinbergstrasse erreichbar. Die Orgel schuf 1963 die Firma Metzler.
- Die Pauluskirche wurde in den Jahren 1932–1934 nach Plänen der Architekten Martin Risch und August Arter erbaut. Der 34 Meter hohe, offene Turm beherbergt das schwerste Glockengeläut der Stadt Zürich mit 17'556 kg. Zudem besitzt die Pauluskirche Glasfenster von Augusto Giacometti und eine Orgel von Th. Kuhn aus dem Jahr 1934.
- Die Matthäuskirche wurde in den Jahren 1949–1950 vom Architekten Max Gomringer erbaut. Die Kirche ist nach dem Apostel Matthäus benannt.

Zur römisch-katholischen Kirche gehören auf dem Gebiet von Unterstrass drei Kirchgemeinden mit je einer Kirche:
- Die Liebfrauenkirche, welche als zweite römisch-katholische Kirche der Stadt Zürich nach der Reformation in den Jahren 1893–1894 erbaut wurde. Der Architekt war August Hardegger (1858–1927), der zeitgleich mit der Liebfrauenkirche auch die Kirche Herz Jesu in der damals noch nicht zu Zürich gehörigen Gemeinde Oerlikon erbaute. Die Liebfrauenkirche gilt als „bedeutendste Nachbildung einer altchristlichen Basilika auf schweizerischem Boden“.[3]
- Die Kirche Bruder Klaus wurde vom Architekten Anton Higi in den Jahren 1932–1933 erbaut und ist die erste Pfarrkirche weltweit, die dem 1946 heiliggesprochenen Bruder Klaus geweiht wurde.
- Die Kirche Allerheiligen befindet sich an der Grenze zum Quartier Affoltern. Ihre Kirchgemeinde umfasst Teile von Unterstrass und vom Gebiet Neuaffoltern. Sie wurde in den Jahren 1963–1964 erbaut und gilt als der erste Kirchenneubau des Bistums Chur, in dem die Konstitution über die heilige Liturgie des Zweiten Vatikanischen Konzils umgesetzt wurde.[4] In der Kirche Allerheiligen befinden sich ein Fresko von Ferdinand Gehr sowie eine im Jahr 2009 von Bernhardt Edskes gebaute Orgel.

Weitere Kirchen:
- Die Evangelisch-lutherische Kirchgemeinde erbaute in den Jahren 1957–1958 die Martin-Luther-Kirche an der Kurvenstrasse 39.
- Die Pfingstmission Zürich betreibt beim Bucheggplatz das 1975–1976 erbaute Christliche Zentrum Buchegg.

Der Friedhof Nordheim ist einer der grössten Friedhöfe der Stadt und besitzt das einzige Stadtzürcher Krematorium, das noch in Betrieb ist. Hier finden sich auch das Anatomiegrab sowie die Grabstelle für die ganz Kleinen, in dem Totgeburten beigesetzt werden. Der kleine, im Jahr 1900 angelegte Friedhof Steinkluppe ist der einzige jüdische Friedhof der Stadt, in dem keine Bestattungen mehr stattfinden; die verwitternden Grabsteine sind Zeugen früherer Bestattungskultur des jüdischen Zürich.

## Irchelpark und Universität Zürich

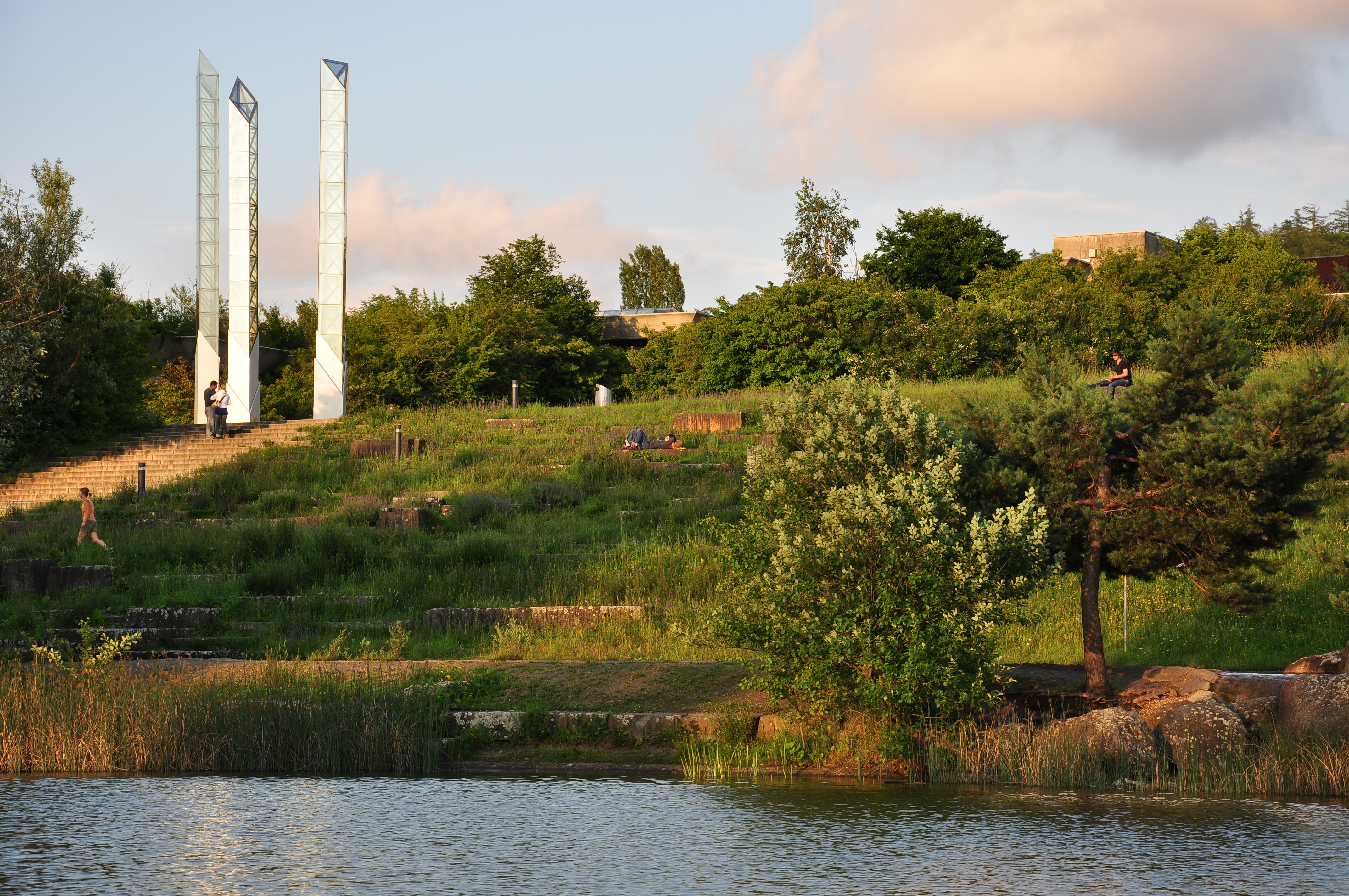
Weiher im Irchelpark

In Unterstrass liegt der Irchelpark, an den der Irchel-Campus der Universität Zürich und das Staatsarchiv des Kantons Zürich angrenzen. Das ganze Gelände gehörte früher der Landwirtschaftlichen Schule Strickhof, einer 1818 erstmals in Lindau gegründeten und von der Regierung unterstützten "Landwirtschaftliche Schule für Arme". Von 1826 bis 1846 ergab sich eine Zwangspause, welche mit dem Gesetz zur Gründung einer landwirtschaftlichen Schule vom 15. Februar 1847 beendet wurde. Die Schule wurde per Kantonsratsbeschluss von 1851 betrieben. Gebäude dieser landwirtschaftlichen Schule sind bis heute südlich des Campus erhalten geblieben, unter anderem ist darin die Hauptbibliothek Irchel, Bereich Lehre, der Universität untergebracht.
Nachdem schon das Tierspital auf dem nördlichen Teil des Geländes der Landwirtschaftlichen Schule angelegt worden war, wurde 1961 eine Teilverlegung der aus allen Nähten platzenden Universität diskutiert. 1970 wurde die Verlegung der Landwirtschaftlichen Schule vom Volk gutgeheissen. 1973 wurde mit den Bauarbeiten für die Universität Zürich-Irchel begonnen, die 1979 eingeweiht wurde. Die Winterthurerstrasse teilt die Fläche heute fast unbemerkt – weil unter der Oberfläche verlaufend – in den Universitäts-Campus östlich und den Irchelpark westlich auf dem Areal.

## Wappen
Blasonierung
In Gold über einer blauen Pflugschar zwei gekreuzte blaue Hacken 1 mit roten Stielen

## Sport
Die erste Mannschaft des 1921 gegründeten Fussballvereins FC Unterstrass spielt 2019/2020 in der 2. Liga.
Die 1935 gegründete Handballsektion des Turnverein Unterstrass umfasst vier Aktiv-Mannschaften und hat mit neun Nachwuchs- und vier Animationsmannschaften die grösste Jugendabteilung des Quartiers.

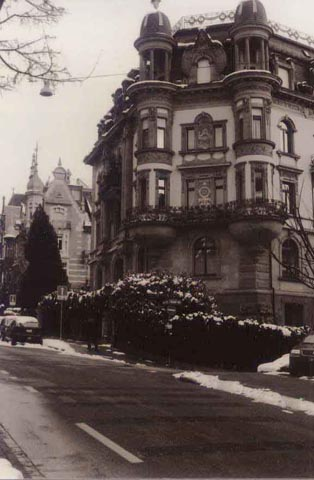
Typische Wohnhäuser in Zürich Unterstrass
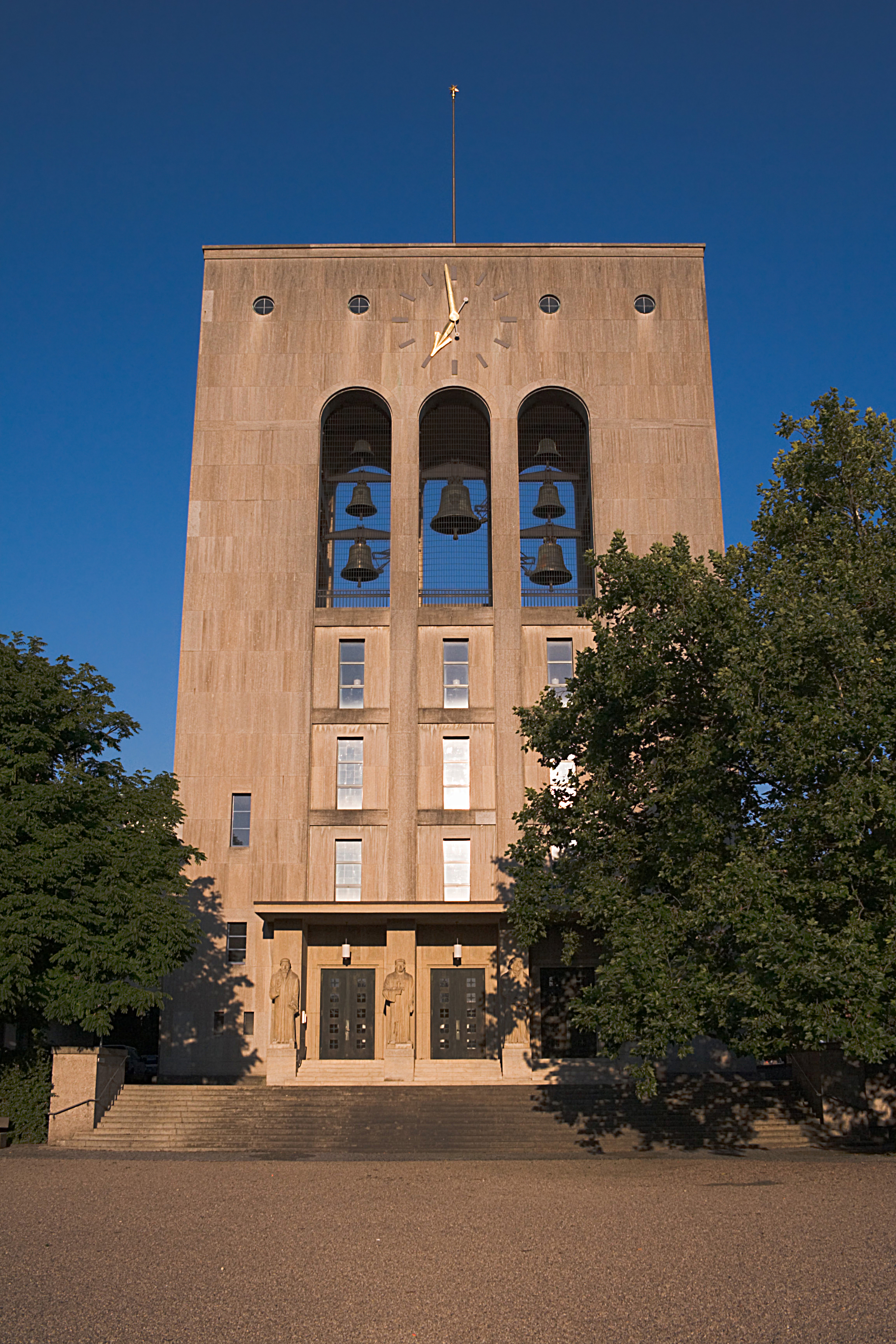
Pauluskirche von Architekt Markus Risch

## Persönlichkeiten
- Johann Kaspar Ammann (1803–1870), Oberrichter, Kantonsrat und Ständerat
- Karl Felix Walder (1821–1898), Journalist und Politiker
- Eduard Schönenberger (1843–1898), Lehrer, Redaktor, Kantons-, Erziehungs- und Gemeinderat sowie Mundartautor
- Elise Mahler (1862–1945), Künstlerin der Art brut
- Elisa Wipf (1882–1929), Germanistin und Journalistin